# Jacinto Cândido
Jacinto Cândido da Silva (Angra do Heroísmo, 30 de Novembro de 1857 – Lisboa, 26 de Fevereiro de 1926), mais conhecido por Jacinto Cândido, foi um jurista, magistrado e político português de origem açoriana que se distinguiu como Ministro da Marinha e Ultramar, cargo no qual criou a única força naval de que Portugal dispôs nos últimos séculos, e como fundador do Partido Nacionalista.

## Biografia
Nasceu em Angra do Heroísmo, Açores, em 30 de Novembro de 1857, filho de Emídio Lino da Silva e de Francisca Elisa de Bettencourt Rocha da Silva, uma família já ligada à governança municipal e distrital e com fortes ligações políticas ao Partido Regenerador. O pai era um dos maiores comerciantes e capitalistas da ilha Terceira, ligado ao comércio de importação e de exportação e agente de navegação, vice-cônsul da Dinamarca e presidente da direcção da Caixa Económica Angrense. A mãe pertencia a uma das principais famílias aristocratas da ilha, tendo também ligações familiares com alguns dos principais comerciantes e industriais da ilha. A ligação da família à política local era profunda, o que se reflectiu de imediato no percurso de Jacinto Cândido e do seu irmão Emídio Lino da Silva Júnior, que também foi deputado e governador civil do distrito de Angra do Heroísmo.
Depois de estudos preparatórios na sua cidade natal, fez os seus estudos superiores na Universidade de Coimbra, que frequentou entre 1876 e 1881, onde foi um aluno distinto, premiado por distinção académica, tendo-se formado com um bacharelato em Direito. Enquanto estudante em Coimbra, foi secretário da Comissão para as Comemorações do Tricentenário de Camões (1880), foi feito membro do Instituto de Coimbra e fez parte da direcção do Club Académico, tendo-se destacado nas lutas estudantis do tempo. Também manteve participação activa na imprensa de Coimbra, tendo sido colaborador assíduo do jornal Zé Pereira, um periódico de contestação estudantil.
Terminado o bacharelato, optou por não fazer o doutoramento que lhe foi proposto e fixou-se em Lisboa, onde representou os negócios da família e praticou durante algum tempo advocacia. No ano de 1882 regressou a Angra do Heroísmo, passando a exercer advocacia como sócio do seu tio materno, o advogado Fernando da Rocha, ocupando também um lugar de professor no Liceu Nacional daquela cidade.
Já nos Açores, seguindo a tradição familiar, inicia-se na política partidária, sendo logo em 1882 nomeado membro do Conselho do Distrito de Angra do Heroísmo. Em Novembro de 1885 foi nomeado governador civil interino do distrito de Angra do Heroísmo, cargo que manteve até Agosto de 1886.
Em Angra do Heroísmo fundou o periódico O Popular, que utilizou como seu órgão de influência política pessoal e como forma de granjear reconhecimento público, potenciando a influência que a sua pertença à oligarquia da ilha já lhe conferia.
Nas eleições gerais de 6 de Março de 1887 foi eleito deputado às Cortes pelo círculo eleitoral de Angra do Heroísmo, numa candidatura patrocinada pelo Partido Regenerador, partindo para Lisboa a fim de tomar parte nos trabalhos parlamentares. Ingressou assim na vida política e social lisboeta, onde se haveria de revelar como grande orador e um influente político. Foi sucessivamente reeleito pelo mesmo círculo eleitoral e partido político nas eleições gerais de 1889, 1890, 1892, 1894 e 1895.
Em Lisboa ligou-se aos meios católicos, passando a colaborar na imprensa. Fez parte da redacção política de O Repórter e colaborou assiduamente na Gazeta de Portugal, no Imparcial e no Universal.
Nesta fase da sua carreira política, que coincidiu com a primeira campanha autonomista nos Açores, revelou-se um parlamentar activo e assíduo, participando nas discussões com discursos substanciais, nos quais usava uma oratória elegante e explícita. Fazendo parte de várias comissões, mas com pendor para as áreas económico-financeiras e jurídicas, nas suas intervenções dominam os temas relacionados com os Açores. Nelas deu particular destaque às questões de índole económica e financeira, entre as quais as relacionadas com a crise monetária, resultado da falta de uma moeda adequada no arquipélago, o que levava a que a maioria da moeda em circulação fosse estrangeira ou falsificada, e à questão da ligação dos Açores à rede internacional de cabos submarinos. Outras intervenções relevantes focaram a liberalização do tráfego marítimo no arquipélago, a construção e gestão dos portos, com destaque para a necessidade de se construir um porto em Angra do Heroísmo, a construção de faróis e a defesa da indústria do álcool.
Esta última questão, associada à ‘’eterna’’ discussão do regime fiscal dos tabacos e do seu monopólio e à emigração para os Estados Unidos da América, levou ao desencadear de uma fortíssima campanha de imprensa a favor da autonomia dos Açores, com muitas vozes a defenderem a independência plena ou uma associação aos Estados Unidos. Tal levou a que numa intervenção, pronunciada na Câmara dos Deputados no dia 6 de Maio de 1889, Jacinto Cândido, consciente da crescente questão separatista, afirmasse: o menosprezo do Governo para com os Açores tem desenvolvido a um ponto elevadíssimo a propaganda para a emancipação dos Açores. Ultimamente, o seu procedimento para com a régie mais acirrou essa propaganda, e esta é mais uma das consequências do despotismo do Governo.
Na sua intervenção parlamentar foi manifestando uma progressiva independência em relação ao Partido Regenerador, mas aos mesmo tempo proferia acirrados discursos contra o Partido Progressista, alinhando ideologicamente com a direita parlamentar. No início da década de 1890 começou já a manifestar sinais de que considerava os partidos acima dos homens e a Pátria acima dos partidos, pensamento que o levaria depois às posições nacionalistas da sua última fase de intervenção política. Numa manifestação do seu conservadorismo, aquando da gorada Revolta do 31 de Janeiro, pró-republicana, ocorrida no Porto a 31 de Janeiro de 1891, afirmou que a salvação da Pátria passava por uma revolução feita de cima para baixo, com o poder bem firme na mão do Governo, evitando que a revolta viesse de baixo para cima em ondas alterosas de anarquia.
Entretanto tinha iniciado uma carreira na administração pública em Lisboa, sendo nomeado chefe de uma das repartições da Direcção-Geral da Marinha e Ultramar e ajudante do Procurador-Geral da Coroa. Foi nomeado Conselheiro de Estado e recebeu a grã-cruz de Mérito Naval de Espanha.
A ascensão de Ernesto Rodolfo Hintze Ribeiro, seu conterrâneo e correligionário político, ao cargo de presidente do ministério levou a uma reaproximação de Jacinto Cândido às posições do Partido Regenerador. Foi assim que aceitou substituir João António de Brissac das Neves Ferreira no cargo de Ministro da Marinha e Ultramar, quando este se demitiu do governo Hintze-Franco, exercendo o cargo entre 25 de Novembro de 1895 e 7 de Fevereiro de 1897.
Como Ministro da Marinha e do Ultramar, apesar do curto período em que ocupou o cargo, desenvolveu um trabalho de reconhecido valor, que o tornou célebre mercê do seu plano para a renovação da Armada, que pacificou acabando temporariamente com os constantes motins. Neste campo notabilizou-se ao fazer publicar verbas para a construção quase simultânea de quatro cruzadores: o D. Carlos, construído em estaleiros ingleses; o São Gabriel e o São Rafael; em estaleiros franceses, e o D. Amélia no Arsenal da Marinha, o que constituiu uma vitória para a indústria naval portuguesa do tempo. Àqueles quatro navios reuniu ainda o remoçado e reconstruído Vasco da Gama e também o Adamastor, este adquirido com o resultado da subscrição pública nacional levada a cabo após o ultimato britânico de 1890. Deste modo se formou a primeira e única força naval com capacidade ofensiva de que Portugal dispôs nos últimos séculos. Outros problemas da Armada, como a instrução do pessoal e a adaptação das infra-estruturas navais às exigências da nova frota, mereceram, igualmente, a Jacinto Cândido, cuidados especiais.
Na área da administração colonial, o outro dos pelouros do ministério, manteve grande actividade, particularmente na consolidação da presença portuguesa em Moçambique, tendo sido por sua decisão que ocorreu a deportação de Gungunhana para os Açores e o consequente fortalecimento da ocupação portuguesa nos territórios do Império de Gaza. Também procurou agilizar a administração colonial tendo, entre outras medidas neste campo, conseguido, pelo Decreto da Autonomia de Timor, datado de 17 de Outubro de 1896, a autonomização do território do Timor Português em relação ao governo de Macau do qual ele administrativamente dependia.
Saído do Governo acentuou-se o seu pendor católico e os seu afastamento em relação ao Partido Regenerador. Nas eleições gerais de 1897 e de 1899 já foi eleito pelo círculo uninominal das Velas, da ilha de São Jorge, já que o seu lugar tradicional foi perdido no realinhamento partidário provocado pelo surgimento dos partidos autonomistas.
Por carta régia de 29 de Dezembro de 1900 foi elevado a Par do Reino, tendo prestado juramento na Câmara dos Pares a 9 de Janeiro de 1901. Nesta Câmara manteve a sua actividade parlamentar, pronunciando importantes discursos e fazendo parte das comissões parlamentares mais relevantes. As suas intervenções ganharam um carácter claramente doutrinário, onde era já clara a sua adesão ao nacionalismo católico. Na sequência de um repto lançado pelo líder progressista José Luciano de Castro, na sessão de 29 de Janeiro de 1902, em que convidava o nascente grupo nacionalista a assumir-se ideologicamente e a apresentar os seus objectivos políticos, Jacinto Cândido proferiu uma importante intervenção parlamentar na sessão de 31 de Janeiro daquele ano, declarando-se desvinculado do Partido Regenerador e apresentando as linhas orientadoras do movimento nacionalista.
Apesar do Partido Nacionalista apenas se apresentar oficialmente no mês seguinte, naquela intervenção foram apresentadas as suas linhas orientadoras e lançadas as bases que depois dariam forma à sua plataforma eleitoral, tentando trazer ao grupo os regeneradores dissidentes e alguns independentes que existiam nas Cortes. Entrando assim em colisão com as posições de Hintze Ribeiro, juntamente com Francisco de Azeredo Teixeira de Aguilar, o 2.º conde de Samodães, e Gonçalo Pereira da Silva de Sousa e Meneses, o 3.º conde de Bertiandos, Jacinto Cândido fundou o Partido Nacionalista, de que foi líder. O partido manteria actividade política relevante entre 1902 e 1910, ano em que foi extinto na sequência da proclamação da República Portuguesa.
A corrente nacionalista perfilhada por Jacinto Cândido foi a primeira a surgir abertamente no espectro político português, tentando conjugar as necessidades e condições de uma sociedade liberal e constitucional com as ideias mestras das encíclicas do papa Leão XIII lançadas em defesa de uma doutrina social cristã. Neste contexto, Jacinto Cândido foi o primeiro impulsionador do Nacionalismo Católico, sendo o introdutor do vocábulo nacionalismo na linguagem política portuguesa.
Para significar o sentido de ruptura com o sistema político vigente, Jacinto Cândido lançou a palavra de ordem Vida Velha, Vida Nova, que adoptou como tema central do seu discurso político. O objectivo era criar condições de mudança na vida política portuguesa, capazes de ultrapassar os bloqueios criados pela partidocracia instalada pelo rotativismo e simultaneamente evitar a quebra da velha ordem monárquica e social baseada no catolicismo e naquilo que acreditava serem as idiossincrasias da alma portuguesa.
Apesar de inspirado no catolicismo, que considerava uma das componentes essenciais da alma pátria, e em particular na encíclica Rerum novarum, o Partido Nacionalista tentou manter-se secular, com Jacinto Cândido a declarar perante esta Câmara e perante o País inteiro, categórica e solenemente que nós, nacionalistas, não somos nem ultramontanos, nem reaccionários, nem clericais. Católicos, sim; proclamamo-lo, bem alto, sem fraquezas nem tergiversões. Estas posições nunca conseguiram atrair o apoio unânime da Igreja, que se dividia em torno da legitimidade da intervenção religiosa na vida política, nem conseguiu adesão popular significativa, pelo que o Partido Nacionalista nunca obteve implantação significativa.
Outra área onde foi pioneiro, num percurso que os nacionalismos europeus depois levariam ao extremo, foi no tratamento da questão operária afirmando, ao rejeitar o socialismo e a sua ligação ao operariado, que ‘’assim como o último século foi o do triunfo da burguesia, será o século XX o da vitória das reivindicações do operariado’’.
Com a proclamação da República Portuguesa o Partido Nacionalista foi dissolvido e Jacinto Cândido retirou-se definitivamente da vida pública, fixando-se em Lisboa.
Pelo casamento com Balbina Osório de Castro Meneses Pita, filha de António de Gouveia Osório Metelo de Vasconcelos, 1.º visconde e depois 1.º conde de Proença-a-Velha, a sua vida ficou ligada a Penamacor, em cujo Jardim Público lhe foi erguido um busto em bronze.
Faleceu em Lisboa, em 26 de Fevereiro de 1926.
A Armada Portuguesa dedicou-lhe uma das suas corvetas (o NRP Jacinto Cândido) e o seu nome é recordado na toponímia da sua cidade natal de Angra do Heroísmo, na vila de Santa Cruz da Graciosa e ainda em Penamacor. A cidade de Díli, capital de Timor-Leste, também lhe dedica uma das suas ruas, em memória do Decreto da Autonomia de Timor de 1896.

## Obras publicadas
- As medidas de Salvação Pública, Lisboa, 1892;
- A Questão dos Tabacos nos Açores, Lisboa, 1889;
- A questão das concessões ultramarinas: proposta de lei acerca do exclusivo de fabricos, in Portugal em África, vol. 4, n.º 46 (1897), p. 401-408;
- Discussão da Resposta ao Discurso da Coroa, Lisboa, 1902;
- O Convénio, Lisboa, 1902;
- Vida Velha, Vida Nova, Lisboa, 1902;
- Questões de Governo, Lisboa, 1903;
- Manifestações da Opinião, Lisboa, 1904;
- Questões Financeiras, Lisboa, 1904,
- A Doutrina Nacionalista, Empresa Literária e Tipográfica, Porto, 1909;
- Autobiografia, Lisboa, 1962;
- Memórias Íntimas para o meu Filho (1898-1925), edição de José Lopes Dias, Castelo Branco, Edição de Estudos de Castelo Branco, 1963.